# آسمان چین (فیلم)
آسمان چین (انگلیسی: China Sky) فیلمی در ژانر درام به کارگردانی ری انرایت است که در سال ۱۹۴۵ منتشر شد. از بازیگران آن می‌توان به راندولف اسکات، روت واریک، الن درو و آنتونی کوئین اشاره کرد.